# Ізіко Південноафриканський музей
Ізіко Південноафриканський музей — музей в Кейптауні, заснований в 1825 році.
Цей перший в Південній Африці музей, розташувався в Компані Ґарден (Company's Garden) з 1897 року й володіє найбільшою в Африці експозицією з зоології, палеонтології та археології. Наприкінці 20 століття на базі музею було сформовано асоціаціативно Ізіко Південноафриканський музейний комплекс, в який було об'єднано численну групу музеїв Кейптауна, що мають національний культурний статус.